# Gentiana algida
Espèce
Classification phylogénétique
Gentiana algida est une espèce végétale de la famille des Gentianaceae.